# Veragua-Mangokolibri
Der Veragua-Mangokolibri (Anthracothorax veraguensis) oder Veraguamango ist eine Vogelart aus der Familie der Kolibris (Trochilidae), die in den Länder Panama und Costa Rica vorkommt. Der Bestand wird von der IUCN als „nicht gefährdet“ (least concern) eingeschätzt. Die Art gilt als monotypisch.

## Merkmale
Der Veragua-Mangokolibri erreicht eine Körperlänge von etwa 11 bis 12 cm bei einem Gewicht von 7,0 g. Das Männchen hat einen leicht gebogenen schwarzen Schnabel. Die Oberseite ist metallisch bronzegrün. Brust und die Mitte des Bauchs sind bläulich. Der Schwanz ist überwiegend weinrot mit schwarzen Flecken. Das Weibchen ähnelt dem Männchen. Die Oberseite ist metallisch grün. Die Unterseite ist vom Kinn bis zum hinteren Abdomen weiß mit einem grünlich blauen Mittelstrich. Der Schwanz ist schwarz, wobei die äußeren Steuerfedern weiß gesprenkelt sind. Jungvögel ähneln den Weibchen, haben aber einen rotbraun gesäumten Mittelstreif auf der Unterseite.

## Verhalten und Ernährung
Der Veragua-Mangokolibri bezieht seinen Nektar von Gestrüpp wie Calliandra und Bäumen der Gattungen der Korallenbäume und Inga. Diese fliegt er von bodennahen Straten bis in Höhen von 10 Metern über dem Boden an. Er verhält sich an Bäumen in deren Massenblühphase territorial. In Costa Rica wurde er beim Besuch von Erythrina gibbosa beobachtet. So verteidigte er die Blüten z. B. gegen Schmuckamazilien (Amazilia decora (Salvin, 1891)), Braunschwanzamazilien (Amazilia tzacatl (De la Llave, 1833)), Rosenkehlkolibris (Heliomaster longirostris (Audebert & Vieillot, 1801)) und  Purpurkron-Schmuckkolibris (Heliothryx barroti (Bourcier, 1843)).

## Fortpflanzung
Über das Brutverhalten oder den Nestbau des Veragua-Mangokolibris ist bisher nichts bekannt.

## Lautäußerungen
Der Veragua-Mangokolibri ist eher still. Der Gesang besteht aus wiederholten leicht surrenden Phrasen mit ca. 5 Tönen, die wie tsi-tsi-tsetsetsi... klingen. Außerdem gibt er kurze wiederholte tip..tip..-Töne von sich.

## Verbreitung und Lebensraum

Verbreitungsgebiet des Veragua-Mangokolibris

Der Veragua-Mangokolibri bevorzugt offene Vegetation mit Weiden und Flussränder mit Gestrüpp und verstreuten Bäumen.

## Etymologie und Forschungsgeschichte
Die Erstbeschreibung des Veragua-Mangokolibris erfolgte 1855 durch Heinrich Gottlieb Ludwig Reichenbach unter dem wissenschaftlichen Namen Anthracothorax veraguensis. Das Typusexemplar stammte aus Provinz Veraguas. Bereits 1831 führte Friedrich Boie die Gattung Anthracothorax ein. Dieser Name leitet sich vom griechischen ἄνθραξ, ἄνθρακος ánthrax, ánthrakos für „Kohle, kostbarer Stein“ und θώραξ, θώρακος thōrax, thōrakos für „Brust“ ab. Der Artname bezieht sich auf das Sammelgebiet des Typusexemplars.

## Migration
Das Zugverhalten des Veragua-Mangokolibris ist bisher nicht erforscht. Es wird aber vermutet, dass er ein Standvogel ist.